# Jasper (Alberta)
Jasper ist eine Siedlung innerhalb des Jasper-Nationalparks in der kanadischen Provinz Alberta am Zusammenfluss des Miette River mit dem Athabasca River. Im Laufe ihrer Geschichte diente diese Ortschaft unter dem Namen Jasper's House als Handelsposten der Hudson’s Bay Company. Zwischen den 1820er Jahren und den 1840er Jahren war der Ort ein Streckenpunkt auf der Strecke des York Factory Express, einer Fernhandelsroute der Hudson’s Bay Company zwischen der York Factory an der Hudson Bay und dem Fort Vancouver im Columbia District. Im Juli 2024 wurde der Ort in Folge eines Waldbrandes zu großen Teilen zerstört.

## Lage

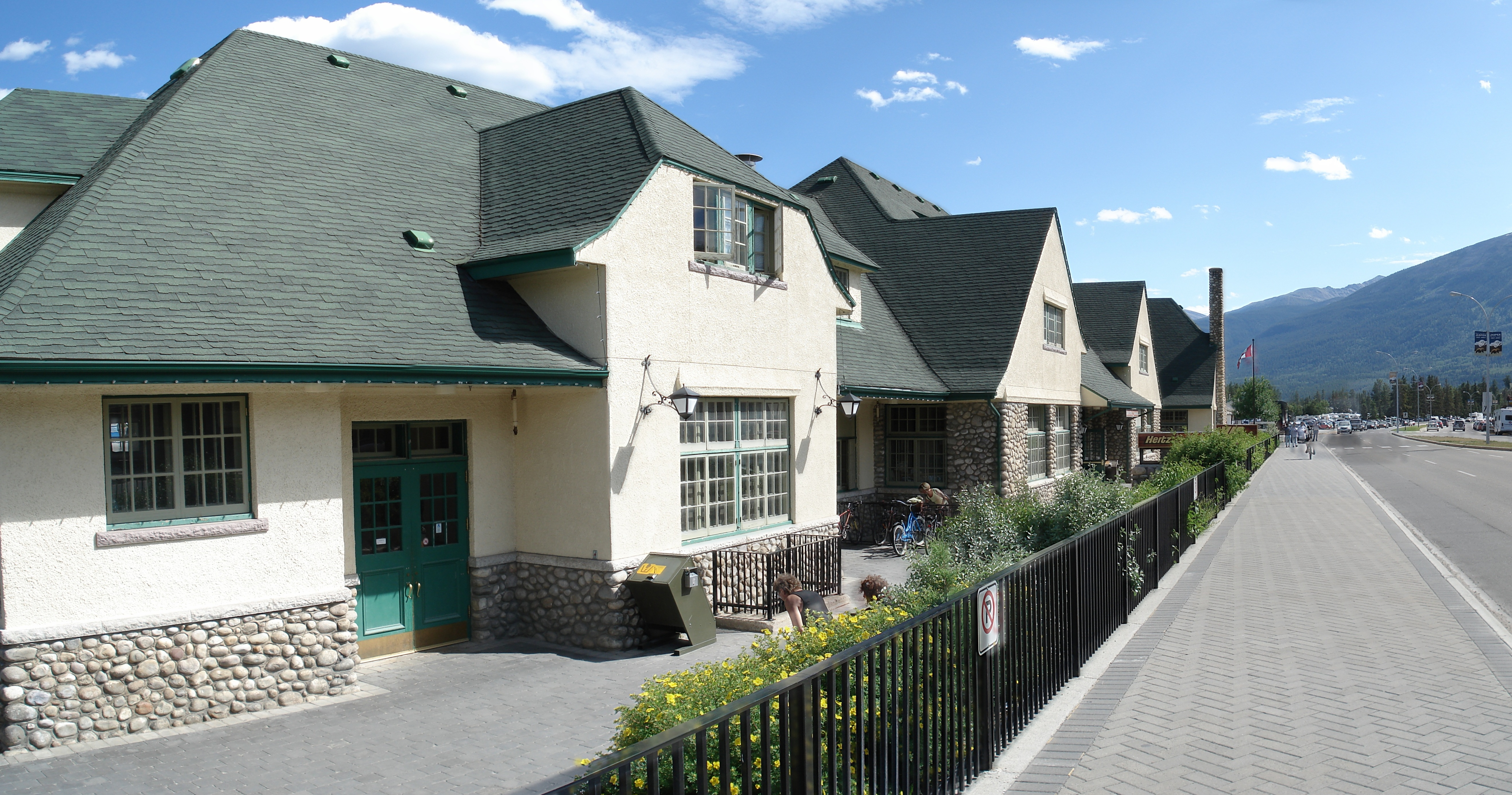
Der Bahnhof von Jasper

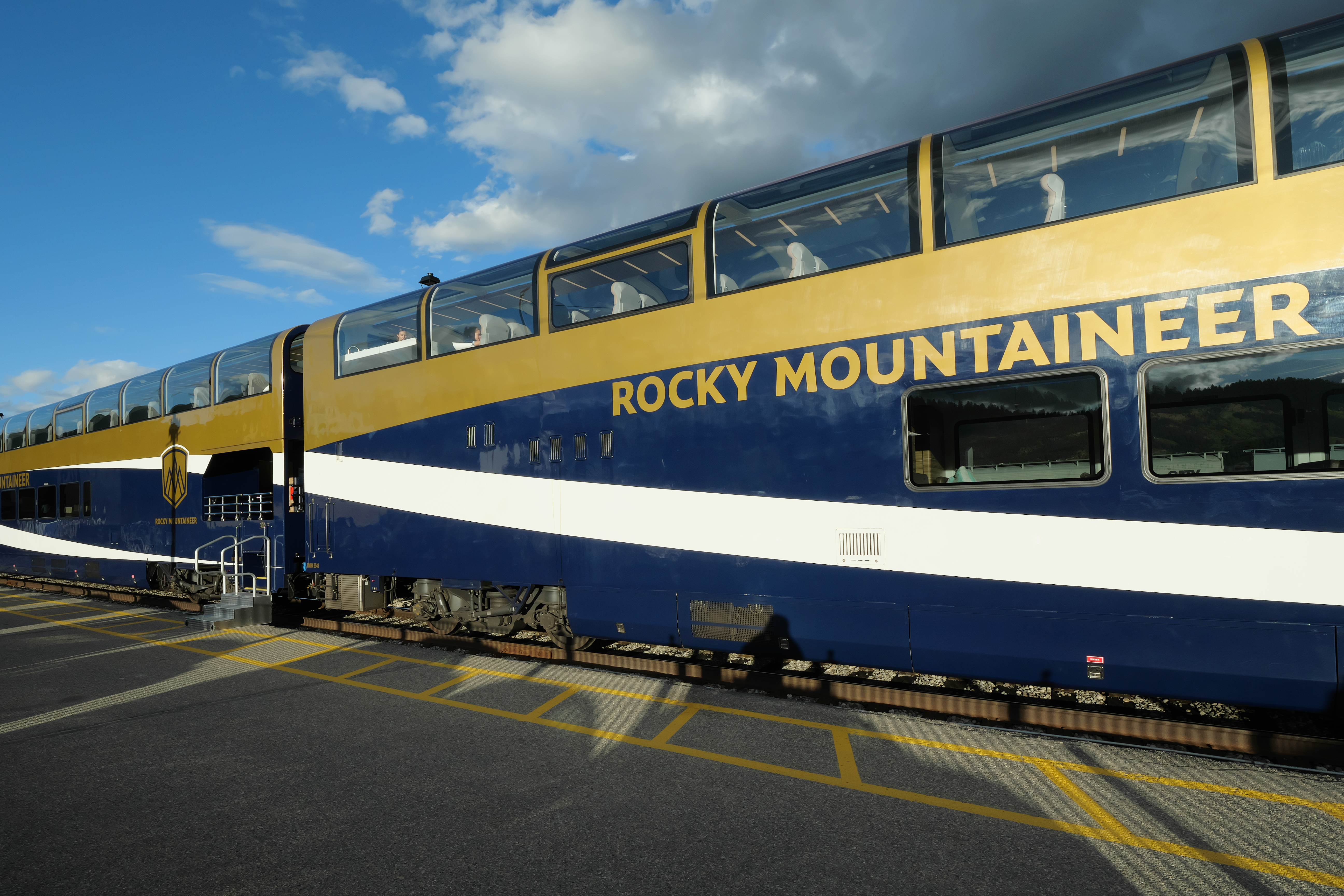
Zwei Goldleaf Doppelstock Panoramawagen des Rocky Mountaineers im Bahnhof von Jasper

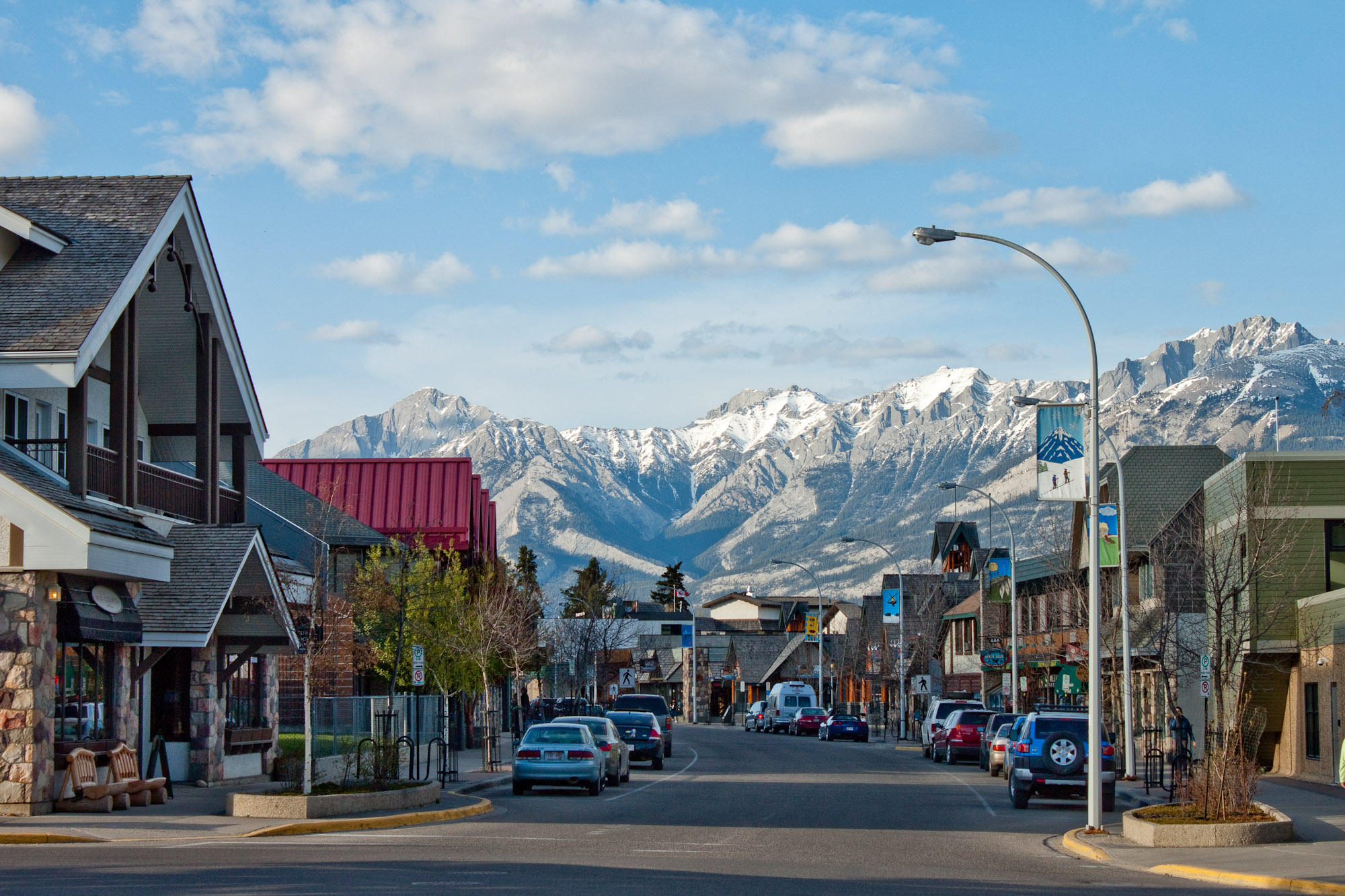
Innenstadt von Jasper

Jasper liegt im Jasper-Nationalpark nahe der Grenze zwischen den Provinzen British Columbia und Alberta in einer Höhe von 1062 m. Die Gemeinde ist vom Westen und vom Osten her über den Yellowhead Highway (Alberta Highway 16) und von Süden her über den Icefields Parkway (Alberta Highway 93) zu erreichen.
Die Ortschaft Jasper hat eine Fläche von rund 5 km², während die Specialized Municipality Jasper eine Fläche von 925,5 km² hat.
Durch Jasper führt auch eine Eisenbahnstrecke. Der transkontinentale Fernverkehrszug The Canadian verbindet dabei Jasper mit Vancouver und Edmonton–Saskatoon–Winnipeg-Toronto sowie dem übrigen Eisenbahnnetz Nordamerikas.
Darüber hinaus ist der Bahnhof von Jasper auch der Ausgangspunkt des Fernzuges in Richtung Prince George–Prince Rupert. Den Zugnamen The Skeena führt dieser Zug zwar seit 2009 nicht mehr, da damals von VIA Rail Canada nahezu alle Zugnamen gestrichen wurden, der Zug verkehrt jedoch weiterhin.
Beide Züge werden von VIA Rail Canada betrieben und sind besonders bei Touristen beliebt.
Außerdem ist der Bahnhof von Jasper Ausgangs- und Zielort einer Verbindung des Rocky Mountaineers nach Vancouver.
Jasper ist 287 km von Banff, 362 km von Edmonton, 414 km von Calgary und 863 km von Vancouver entfernt.

## Bevölkerung
Gemäß dem Zensus von 2021 hatte die Specialized municipality eine von 4738 Einwohnern.
Der Zuzug von Menschen nach Jasper ist durch die kanadische Parkverwaltung stark reglementiert. In Jasper dürfen ausschließlich solche Personen ihren Wohnsitz haben, die dort einer Beschäftigung nachgehen. Der Erwerb von Grundeigentum ist ähnlich stark reglementiert und für Ausländer ausgeschlossen. Dennoch steigt die Zahl der Einwohner der specialized municipality von 2016 bis 2021 um 3,2 %.

## Klima
| Mittelwerte (langjährig)                                                                                   | Temperatur (max/min) (Tagesdurchschnitt) | Regen-/Schneemenge (pro Monat) |
| - Januar - Februar - März - April - Mai - Juni - Juli - August - September - Oktober - November - Dezember | - − 7,8 °C / −17,8 °C - − 0,6 °C / −12,2 °C - + 3,2 °C / − 8,6 °C - + 9,6 °C / − 2,9 °C - +15,6 °C / + 1,7 °C - +19,2 °C / + 5,6 °C - +22,5 °C / + 7,6 °C - +21,4 °C / + 7,0 °C - +16,4 °C / + 3,2 °C - +10,3 °C / − 1,0 °C - + 0,7 °C / − 8,5 °C - − 4,9 °C / −13,6 °C | - 2,4 mm / 38,1 mm - 2,2 mm / 21,7 mm - 3,2 mm / 14,7 mm - 12,7 mm / 10,9 mm - 30,3 mm / 3,1 mm - 54,8 mm / 0,0 mm - 49,7 mm / ---- - 48,4 mm / 0,1 mm - 36,8 mm / 1,1 mm - 24,2 mm / 5,4 mm - 8,6 mm / 24,6 mm - 5,4 mm / 32,7 mm |

## Geschichte
Den ersten historisch überlieferten Besuch stattete der Kartograf David Thompson dem Athabasca-Tal im Jahr 1810 ab. Die North West Company richtete 1813 ein Nachschublager am Brule Lake ein, eine Niederlassung die mit der Zeit den Namen „Jasper House“ bekam, benannt nach dem Mitarbeiter der North West Company, Jasper Hawes.
Die Biographie des Jasper Hawes ist offenbar nur bruchstückhaft bekannt. Er kam aus Missouri und war wohl mit einer Ureinwohnerin verheiratet. Die beiden hatten eine Tochter namens Genevieve sowie weitere Kinder. Ein Vertrag mit der Hudson’s Bay Company von 1817 liegt offenbar in deren Archiv vor.
Der Posten wurde von 1813 bis 1817 von François Decoigne geführt. 1829 verlegte Michael Klyne den Handelsposten an den Zusammenfluss von Athabasca- und Snake-Indian-Fluss. Unter dem Namen Michael Cline führte er die Station von 1825 bis 1835, doch war er schon ab 1798 für die Hudson’s Bay Company tätig. Nach ihm ist der Mount Cline benannt, ebenso wie der Cline River.
Seinen Kontrakt unterzeichnete er am 22. Februar 1798 vor dem Notar Chaboillez in Montreal, zunächst für Nepigon am Lake Superior. Michael Klyne war niederländischer Abstammung und 1781 oder 1783 geboren. Um 1807 heiratete er die Metis-Frau Suzanne Lafrance, die selbst in den Nordwestterritorien 1790 geboren war. 1822–23 war er als Dolmetscher im Lesser Slave Lake District beschäftigt. Als Governor Simpson am 10. Oktober 1824 Jasper House erreichte, war er dort angestellt, ebenso wie auf seiner Rückreise am 27. April 1825. Klyne verdingte sich als Arbeiter, Kanubauer, Hausdiener, Dolmetscher, Fischer und Postmeister. Vom Council of the Northern Department wurde er 1829–34 als Leiter des Jasper-Hauses beauftragt, siedelte danach mit seiner großen Familie an den Red River um. Jane, eine seiner Töchter, heiratete den Chief Factor Archibald McDonald. (Minutes of Council Northern Department of Rupert's Land, 1821–31. The Hudson Bay Record Society, 1940, S. 443–444).
Mit dem Rückgang des Fellhandels wurde Jasper House im Jahr 1884 aufgegeben. Die kanadische Regierung richtete in dieser Region 1907 auf einer Fläche von rund 13.000 km² den „Jasper Forest Park“ ein. Bis zum Jahr 1911 wurde die Eisenbahnstrecke der Grand Trunk Pacific Railway bis Fitzhugh Station, dem heutigen Bahnhof Jasper, verlängert. 1928 wurde eine Verbindungsstraße von Jasper nach Edmonton eröffnet. 1930 wurde der „Jasper Forest Park“ offiziell in „Jasper National Park“ umbenannt.

## Verwaltung
Die Gemeinde Jasper ist insofern besonders, als sie komplett innerhalb eines Nationalparks liegt. Die Verwaltung der Gemeinde teilen sich der sechsköpfige Gemeinderat mit dem gewählten Bürgermeister zu gleichen Teilen mit der kanadischen Nationalpark-Verwaltung Parks Canada.

## Persönlichkeiten

### Geboren in Jasper
- Brian Young (* 1958), Eishockeyspieler
- Kirby Morrow (1973–2020), Schauspieler und Synchronsprecher
- Erin Karpluk (* 1978), Schauspielerin

### Personen mit Beziehung zur Gemeinde
- Tête Jaune (1805–1827), Trapper und Kundschafter, lebte in der Nähe der Gemeinde
- Eric W. Mountjoy (1931–2010), Geologe, kartierte die Umgebung